# 岩川晴
岩川 晴（いわかわ はる、2015年5月13日 - ）は、神奈川県出身の子役。スペースクラフトジュニア所属。

## 出演作品

### テレビドラマ
- シンドラ / 正しいロックバンドの作り方 第9、最終話（2020年、日本テレビ） - 赤川哲馬（幼少期）
- ドラマL / マリーミー! 第4話（2020年、朝日放送） - 秋保心（幼少期）
- 世にも奇妙な君物語 第3話（2021年、WOWOW） - 足立友弘
- 殴り愛、炎 後編（2021年、テレビ朝日） - 緒川武
- 水曜ドラマ / 恋はDeepに 第1、9話（2021年、日本テレビ） - 蓮田榮太郎（幼少期）
- 日曜劇場（2022年、TBS）
  - DCU 第1、8話 - 瀬能陽生（10歳時）
  - アトムの童 第6話 - 中西翔太
- 土曜ナイトドラマ / もしも、イケメンだけの高校があったら 第7話（2022年、テレビ朝日） - 柳一星（幼少期）
- 木ドラ24 / 真夜中にハロー! 第8話（2022年、テレビ東京） - ケイト
- 就活タイムカプセル（2022年、TBS） - 朝井優真
- 風よ あらしよ（2022年、NHK BS8K） - 橘宗一
- ナンバMG5 第1、7話（2022年、フジテレビ） - 難破剛（幼少期）
- 土ドラ / クロステイル 〜探偵教室〜 第8話（2022年、東海テレビ・フジテレビ） - 藤巻敦也（幼少期）
- 魔法のリノベ（2022年、カンテレ・フジテレビ） - 福山進之介
- 5つの歌詩 第3話（2022年、スター・チャンネル） - 桜田陽翔
- 金曜ナイトドラマ / リエゾン -こどものこころ診療所-（2023年、テレビ朝日） - 佐山卓（幼少期）
- ドラマストリーム / 私がヒモを飼うなんて（2023年、TBS） - 桐谷森生（幼少期）
- 風間公親-教場0-（2023年、フジテレビ） - 小学生
- unknown（2023年、テレビ朝日） - 加賀美圭介（幼少期）
- 真夜中ドラマ / 婚活食堂 第5、6、8 - 最終話（2023年、BSテレ東） - 江川大輝
- 藤子・F・不二雄 SF短編ドラマ「箱舟はいっぱい」（2023年、NHK BSプレミアム） - 大山の息子
- ウルトラマンブレーザー 第3、10話（2023年、テレビ東京） - ヒルマジュン[1]
- 何曜日に生まれたの（2023年、朝日放送） - 来栖隼太
- オシドラサタデー / ノッキンオン・ロックドドア 最終話（2023年、テレビ朝日） - 依頼人の子供
- BS時代劇 / おいち不思議がたり 第5話（2024年、BSプレミアム4K・NHK BS） - 庄助（少年時代）
- 日曜ドラマ / 若草物語-恋する姉妹と恋せぬ私- 第2話（2024年10月13日、日本テレビ）
- 全領域異常解決室 第9話（2024年12月11日、フジテレビ） - 佐野速雄 役[2]
- 風のふく島 第4話（2025年2月1日、テレビ東京） - 有輝 役[3]
- しあわせな結婚 第5話（2025年8月14日、テレビ朝日） - 鈴木レオ（幼少期） 役[4]

### 映画
- マチネの終わりに（2019年、東宝）ケン新藤 役
- とんび（2022年、KADOKAWA）健介 役
- ある男（2022年、松竹）城戸颯太 役
- 劇場版 美しい彼〜eternal〜（2023年、カルチュア・パブリッシャーズ）智也 役
- ウルトラマンブレーザー THE MOVIE 大怪獣首都激突（2024年、松竹）ヒルマ ジュン 役
- はたらく細胞（2024年）骨髄芽球 役[5]
- 【推しの子】（2024年、東映）アクア（幼少期） 役[6]

### CM
- 王子ネピア 「Genki!」
- 千趣会
  - 「キッズ&ベビーカタログ2019D」
  - 「KIDS2019秋号」
  - 「mama&baby2019秋号」
- ベルーナ
  - 「素敵な生活 19春号」
  - 「素敵な生活 19秋冬号」
  - 「素敵な生活 20春号」
- ユニクロ 「BABY」
- トヨタ・ライズ
- 京都丸紅 「七五三」
- ネイチャーラボ「アクネスラボ」 『アクネス王子 絵の具』篇
- パナソニック 「RELIFE STIDIO」
- 内閣府 「幼児教育・保育無償化」
- セガトイズ それいけ!アンパンマン 「はじめてプログラミング! アンパンマンドライブカー」
- NTTドコモ
  - 「スマホデビューしたら」篇
  - 「瞬速5G〜ドコモの社会科見学」篇
- 日本コカ・コーラ
  - 「ミニッツメイド」
  - 「ぷるんぷるんQoo」 『ぷるんがあればごきげんさん』篇
- 明治記念館 「ブライダル・七五三」
- 阪急阪神不動産 「ジオ」
- ヤマザキビスケット 「チップスター」 『一緒に食べよう』篇
- パナソニック ホームズ 「どこでも、うたたね」篇
- シノケングループ 「ライフサポートのシノケン」
- 大幸薬品 「クレべ&アンド」
- LIXIL 「Navish」〜タッチレス水栓のある暮らし〜
- フジッコ 「ふじっ子煮 ごはんパクパク応援団」篇
- ホンダ・ステップワゴン 「これからの家族」篇

### 配信ドラマ
- 死神さん season1 第3話（2021年、Hulu） - 弟
- 金魚妻 第4話（2022年、Netflix） - 春斗（幼少期）
- トークサバイバー! 〜トークが面白いと生き残れるドラマ〜（2022年、Netflix） - 斉木トシヤ（幼少期）
- First Love 初恋（2022年、Netflix） - 向坂綴（少年期）
- 【推しの子】（2024年11月28日 - 、Amazon Prime Video） - アクア（幼少期） 役[6]

### 雑誌
- ブティック社
  - 「手編みの時間vol.6」
  - 「こどものニットこもの」
- 幼稚園（2020年、小学館） - モデル（レギュラー）

### MV
- SEKAI NO OWARI / タイムマシン - サク役